# Galapagossköldpaddor
Galapagossköldpaddor (Chelonoidis spp.), även kallade elefantsköldpaddor, är elva arter sköldpaddor av släktet Chelonoidis som lever på Galápagosöarna i Stilla Havet, väster om Ecuador. De kan bli upp till 1,3 meter långa och kan väga 200 kilo, vilket gör dem till världens största nu levande landsköldpaddor. Sköldpaddorna är växtätare som betar gräs eller blad. Exakt hur gamla de kan bli är okänt, men det är inte ovanligt att de lever över 100 år. En av världens mest berömda sköldpaddor, Harriet, var en galapagossköldpadda som när den dog beräknades vara 175 år gammal.

## Systematik

### Tidig klassificering
Galapagosöarna upptäcktes 1535, men förekommer första gången på kartor, Gerardus Mercator och Abraham Ortelius, runt 1570. Ögruppen fick namnet "Insulae de los Galopegos" ("Sköldpaddsöarna") vilket refererade till de stora sköldpaddorna som levde där.
Från början trodde man att jättesköldpaddorna i Indiska oceanen och på Galapagosöarna var av samma art. Naturvetare antog att det var sjömän som transporterat sköldpaddorna till öarna. In 1676, the pre-Linnaean authority Claude Perrault referred to both species as Tortue des Indes. År 1783 beskrev Johann Gottlob Schneider alla jättesköldpaddor som Testudo indica ("Indiska skölpaddor"). År 1812 gav August Friedrich Schweigger dem istället namnet Testudo gigantea ("jättesköldpaddor"). År 1834 beskrev André Marie Constant Duméril och Gabriel Bibron Galapagossköldpaddor som en egen art, som de gav namnet Testudo nigrita ("svart sköldpadda").

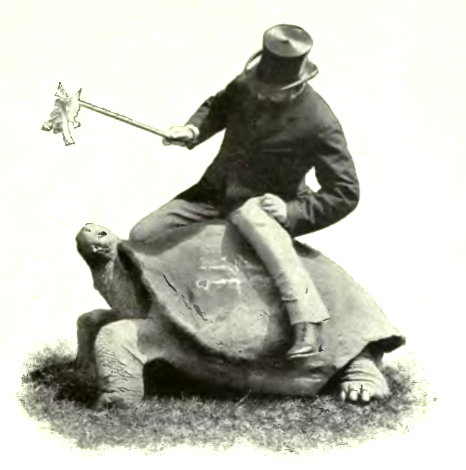
Walter Rothschild som beskrev två arter av Galapagossköldpadda.

### Erkännande av subpopulationer
Den första systematiska genomgången av jättesköldpaddorna genomfördes 1875 av zoologen Albert Günther vid British Museum. Günther identifierade minst fem distinkta populationer på Galapagos och tre på öar i Indiska ocenanen. År 1877 utökade han listan till sex arter på Galapagos, fyra på Seychellerna och fyra på Maskarenerna. Günther antog att alla jättesköldpaddor härstammade från en och samma population som spridit sig via idag sjunkna landbryggor. Hypotesen visade sig senare felaktig när stuider visade att Galapagos, Seychellerna och and Maskarenerna alla hade vulkaniskt ursprung och aldrig varit haft någon kontakt med fastlandet via landbryggor. Idag tror man att Galapagossköldpaddorna härstammar från Sydamerika, medan populationerna i Indiska ocenanen härstammar från Madagaskar.
Mot slutet av 1800-talet beskrev Georg Baur och Walter Rothschild ytterligare fem populationer av Galapagossköldpaddor. Åren 1905–1906 genomförde California Academy of Sciences en expedition till öarna, med Joseph R. Slevin som ansvarig för reptiler, som samlade in specimen som senare studerades av herpetologen John Van Denburgh. Han identifierade ytterligare fyra populationer, och föreslog att det fanns 15 arter av Galapagossköldpadda. Van Denburghs taxonomi över sköldpaddorna är fortfarande giltig men bara ett tiotal arter har överlevt till idag. Länge behandlades subpopulationerna som underarter till Chelonoidis nigra men idag kategoriseras ofta detta taxon som ett artkomplex, och dess undertaxa kategoriseras som arter. Gruppens taxonomi är fortfarande under diskussion.

### Släktnamn
Artepitetet nigra ("svart") som typarten inom artkomplexet gavs år 1824 av Quoy och Gaimard) återtogs år 1984 då det upptäcktes att namnet utgjorde en äldre synonym än elephantopus ("elefantfiotad") som Harlan beskrivit dem som 1827.) I Quoy och Gaimards latinska beskrivning förklaras nigra med att "Testudo toto corpore nigro", vilket betyder "sköldpadda med helt svart kropp". Quoy och Gairmard beskrev nigra utifrån levande specimen, men det finns inget som indikerar att de visste varifrån på öarna som arten härstammade – utan lokaliteten beskrev faktiskt som Californien. Garman föreslog att nigra kunde utgöra en beskrivning av den idag utdöda populationen som förekom på Floreana Island. Senare menade Pritchard att detta borde accepteras, främst av praktiska skäl, trots de många oklarheterna för att inte göra den redan komplicerade taxoniska situationen ännu värre. Den allra äldsta synonymen californiana, beskriven av Quoy och Gaimard 1824) behandlas idag som ett nomen oblitum ("bortglömt namn").
Tidigare placerades Galapagossköldpaddorna i släktet Geochelone, ibland kallade äkta landsköldpaddor. På 1990-talet visade fylogenetiska studier att dåvarande undersläkte Chelonoidis bättre borde beskrivas som ett släkte vilket grupperade Geochelone-arterna med Sydamerikansk härkomst, däribland Galapagossköldpaddorna, till en egen klad. Denna nomenklatur har erkänts av många auktoriteter.

### Arter

Galapagosöarna med deras namn och vilka sköldpaddor som lever där.

Upp till 15 arter av jättesköldpaddor har beskrivits från Galapagosöarna, men av dessa har bara 11 arter överlevt till våra dagar. Sex av dem förekommer på isolerade öar och fem av dem vid vulkaner på ön Isabela. Flera av de idag förekommande arterna är utrotningshotade. Populationen på ön Pinta, ibland beskriven som  Chelonoidis nigra abingdonii eller som den egna arten C. abingdonii kategoriseras idag som utdöd. Den sista kända individen, som fick namnet Lonesome George, dog i fångenskap den 24 juni 2012. Man hade låtit George para sig med honor av andra närbesläktade taxon men inga av dessa ägg kläcktes. Arten på ön Floreana (G. nigra) tros ha utrotats av jägare på 1850-talet, bara 15 år efter Charles Darwins besök 1835, då han fann skal men inga levande sköldpaddor. Dock har nutida DNA-tester visat att det finns en hybridpopulation på ön Isabela vars genetik påminner om populationen på Floreana, vilket indikerar att G. nigra inte är helt utdöd. Förekomsten av C. phantastica på ön Fernandina var länge omdiskuterad då den bara beskrivit utifrån ett enstaka specimen som kan ha placerats på ön. Dock fann man 2019 en levande hona på ön som tillhör arten vilket bekräftades med DNA-prov.
Före vetskapen om att de olika populationerna (ibland beskrivna som underarter) från de olika områdena utgjorde separata taxon, lät man infångade individer på zoon runt om i världen att hybridisera. Dessa hybrider har lägre fertilitet och högre mortalitet, och det har visat sig att individer i fångenskap, i blandade flockar, normalt själva väljer att para sig med andra individer från samma taxon.
De vetenskapliga namnen för varje enskild population är inte universellt accepterade, och vissa forskare och auktoriteter behandlar fortfarande taxonen som underarter. De olika taxonens taxonomiska status är fortfarande inte fullständigt utredda.

#### Artlista
| Arter                                                                        | Auktor | Beskrivning | Population och utbredning |
| ---------------------------------------------------------------------------- | --- | --- | --- |
| Chelonoidis abingdonii Hotstatus Utdöd                                       | Günther 1877. Typarten för C. n. ephippium (Günther 1875) är en felaktigt beskriven C. abingdoni, vilket tekniskt sätt gör abingdoni till en yngre synonym.          | Lonesome George, den sista individen av detta taxon, dog den 24 juni 2012. Populationen reducerades kraftigt av valfångare och fiskare, och introduktionen av getter år 1958 resulterade i att vegetationen förstördes. Ryggskölden är sadelformad, mycket smal, komprimerad och lätt uppåtböjd i framkant, och bredare och lägre baktill med rundad kant. | Inga kända individer. Tidigare på de södra sluttningarna av Isla Pinta. Idag utdöd. År 2007 upptäcktes en hybrid på ön Isabela. |
| Chelonoidis becki Hotstatus Sårbar                                           | Walter Rothschild 1901 | Reproducerar. Tydligen finns det två morfer på Wolfvulkanen - en kupolformad och en sadelformad. | Cirka 1100 individer. Norra Isabela, och norra och västra sluttningarna av Wolfvulkanen. Sentida studier indikerar att variationen beror på hybridisering med ett fyrtiotal avkomlingar med sköldpaddor från Floreana, en population som man trodde var utdöd sedan 1850-talet.                                                            |
| Chelonoidis chathamensis Hotstatus Starkt hotad                              | Van Denburgh 1907 | Hårt exploaterad och helt försvunnen från merparten av sitt ursprungliga utbredningsområde. Söndertrampade ägg av introducerade åsnor, och predation från introducerade hundar decimerade populationen, men ett lyckat uppfödningsprogram har bromsat trenden. En idag utdöd, med plattare ryggsköld förekom tidigare i de fuktigare höglänta områdena på ön. Typspecimen för detta taxon härstammar från denna senare form, varför det är möjligt att den nuvarande taxonomin är felaktig. | Cirka 6700 individer på San Cristóbal, där den idag bara förekommer i nordost. |
| Chelonoidis darwini Hotstatus Akut hotad                                     | Van Denburgh 1907 | Stora antal sköldpaddor fördes bort från ön av valfångare på 1800-talet och betande introducerade getter gjorde låglandet till öken vilket reducerat utbredningsområdet så att populationen idag bara förekommer i inlandet. Könsfördelningen är mycket ojämn och populationen består främst av hanar. Många bon och ungar trampas ihjäl av introducerade grisar. Vissa bon skyddas idag av lavakoraller och sedan 1970-talet har ägg förts till Charles Darwin Research Station för kläckning, vilket varit gynnsamt . | Cirka 1165 individer på Isla San Salvadors västra centrala delar |
| Chelonoidis duncanensis Hotstatus Sårbar                                     | Garman 1917 Typspecimen för C. n. ephippium är en felaktigt beskriven C. abingdoni. varför de tidigare nomen nudum, duncanensis återtogs.                            | Trots att populationen levde ganska ostörd från valfångare så infångades ganska många sköldpaddor under senare delen av 1800-talet och tidiga 1900-talet. Efter introduktion av svartråtta och brunråtta någon gång innan år 1900 har inga naturliga kläckningar av ungar förekommit. Från 1965 har därför ägg transporterats till Charles Darwin Research Station för kläckning. Över 75% av dessa som släpps ut mellan 1970 och 1990 har överlevt. | Cirka 530 individer på sydvästra Isla Pinzón. |
| Chelonoidis guentheri Hotstatus Starkt hotad                                 | Baur 1889 | Allvarligt minskad population på grund av bosättningar och oljeutvinning som fortsatte fram till 1950-talet. Reproduktion i det vilda förekommer i öster, men i västra- och sydvästra området förekommer det mycket predation av råttor, hundar, katter och grisar. Det är en av de mest hotade populationerna, och 20 vuxna indivder togs till fånga för att upprätta ett räddningsprogram efter vulkanutbrott 1998. | Cirka 700 individer. Ön Isabela, vid vulkanen Sierra Negra. Det finns förslag om att taxonomiskt slå ihop C. vicina med C. microphyes, C. vandenburghi och C. guentheri och beskriva dem som "Sydliga Isabelasköldpaddor" (C. vicina), vilket skulle innebära att de morfologiska skillnaderna bara skulle utgöra geografiska variationer. |
| Chelonoidis hoodensis Hotstatus Akut hotad                                   | Van Denburgh 1907 | Denna population blev hårt exploaterad av valfångare på 1800-talet och kollapsade runt 1850. Tretton vuxna individer återfanns i början av 1970-talet och hölls i fångenskap på Charles Darwin Research Station för att få dem att föröka sig. Från början fanns där två hanar och elva honor men man fann ytterligare en hane på ett zoo i San Diego. Räddningsprogrammet har varit lyckat och stora antal har placerats ut i det vilda och populationen förökar sig idag naturligt. | Cirka 1000 individer på Isla Española och ytterligare andra i fångenskap. |
| Chelonoidis microphyes Hotstatus Sårbar                                      | Günther 1875 | Hårt exploaterad under 1800-talet av valfångare, men reproduktionen i det vilda är idag gynnsam. Har brungrå, oval ryggsköld som är ett mellanting mellan kupolformad och sadelformad, och är ganska platt. | Cirka 800 individer. Ön Isabela, på södra och västra sluttningen av Volcán Darwin. Det har föreslagits att C. vicina taxonomiskiskt borde slås samman med C. microphyes, C. vandenburghi och C. guentheri, och beskrivas "Sydlig Isabelasköldpadda" (C. vicina).                                                                           |
| Chelonoidis nigra Hotstatus Utdöd                                            | Quoy och Gaimard 1824 syn. galapagoensis Baur 1889. Detta är nominatformen.                                                                                          | Tidigare vanlig, men hårt exploaterad av besökande skepp och ett straffkoloni på 1900-talet. 1820 härjade en allvarlig brand på ön. Darwin såg dessa sköldpaddor 1835, och skrev att den utgjorde stapelföda för kolonin på ön. Bara tre år senare kunde ett besökande skepp inte finna någon sköldpadda. Beskrivningar av arten baseras på skelettmaterial. År 2008 fann forskare mitokondrie-DNA av arten i museispecimen. | Utdöd. Tidigare på Floreana Island. Eventuellt förekommer en hybridpopulation på ön Isabela. |
| Chelonoidis phantasticus Hotstatus Akut hotad, eventuellt utdöd i det vilda. | Van Denburgh 1907 | Från början bara känd från en hanindivid som dödades 1906 av expeditionsmedlemmar från California Academy of Sciences. Man har funnit förmodad sköldpaddsspillning och bitmärken i kaktus år 1964 och 2013, och år 2009 gjordes en obekräftad observation. I februari år 2019 återfanns en gammal hona. Honan har tagits med till en uppfödningsstation för att försöka rädda arten och för gentester. I maj 2021 rapporterades att gentesterna bekräftade att honan tillhör arten. | Bara en känd individ. Isla Fernandina. |
| Chelonoidis porteri Hotstatus Akut hotad                                     | Rothschild 1903 syn. nigrita Duméril och Bibron 1835. IUCN följer Pritchards nomenklatur, vilken säger att nigrita är en nomen dubium för en underart till C. nigra. | Utarmad genom hård exploatering, främst på grund av oljeutvinning fram till ivarjefall 1930-tal. Dålig reproduktion under många år på grund av predation från hundar och grisar, men räddningsprogrammet är gynnsamt. MtDNA-studer visar att det förekommer tre genetiskt distinkta populationer på Santa Cruz. De karaktäriseras av sin svarta, ovala och kupolformade ryggsköld, upp till 130 cm lång, som är högre i centrum än framtill, och bred baktill. År 2015, beskrevs den lilla populationen på östra Cerro Fatal på Santa Cruz som en distinkt art, Chelonoidis donfaustoi, mest närbesläktad med chathamensis (och som utgör en klad tillsammans med abingdoni och hoodensis), medan den huvdsakliga sydvästra porteri-populationen visade sig vara mer närbesläktad med populationerna på Floreana och södra Isabela. | {Cirka 3391 individer på ön Santa Cruz. |
| Chelonoidis vandenburghi Hotstatus Sårbar                                    | DeSola 1930 | Den största populationen i ögruppen och reproduktionen i det vilda är framgångsrik. Den har en kupolformad svart ryggsköld. | Cirka 6320 individer på Centrala Isabela, på kalderan och södra sluttningen av Volcán Alcedo. Det har föreslagits att C. vandenburghi taxonomiskt borde slås samman med C. vicina, C. microphyes och C. guentheri och beskrivas som Sydlig Isabelasköldpadda (C. vicina).                                                                  |
| Chelonoidis vicina Hotstatus Starkt hotad                                    | Günther 1875 syn. elephantopus | Utbredningsomårdet överlappar med C. guentheri. Populationen minskade kraftigt på grund av jakt från fiskare under mer än 200 år och på grund av slakt under 1950- och 1960-talen av anställda vid boskapföretag från Iguana Cove. Den har en tjock och tung ryggsköld som är ett mellanting mellan kupolformad och sadelformad. Innan räddningsprogrammer förstördes i stort sett alla bon och ägg av råttor, grisar, hundar och katter. | Cirka 2570 individer på vulkanen Cerro Azul på ön Isabela. Det har föreslagits att C. vandenburghi taxonomiskt borde slås samman med C. vicina, C. microphyes och C. guentheri och beskrivas som Sydlig Isabelasköldpadda (C. vicina). |

## Hot och överlevnad
Många av populationerna av galapagossköldpaddorna är rödlistade av Internationella naturvårdsunionen (IUCN). Ett hot mot sköldpaddorna är att människan sedan upptäckten av de isolerade Galapagosöarna har introducerat nya arter som på ett påtagligt sätt förändrat livsvillkoren. Till exempel kan införda predatorer, som råttor och katter, döda unga sköldpaddor eller förstöra ägg. Vissa införda tamdjur, som getter, har också ökat konkurrensen om födan. Historiskt har även jakt varit ett hot mot sköldpaddorna, bland annat dödades de för sitt kött av sjömän som besökte Galapagosöarna.
Den 24 juni 2012 dog den sista kända individen av Chelonoidis abingdoni, en hane kallad Ensamme George (på engelska Lonesome George). Han hittades på ön Pinta när man trodde att alla sköldpaddor på ön var utrotade. Han blev cirka 100 år gammal.
2019 rapporterades en ensam hona av Chelonoidis phantastica ha hittats i ett otillgängligt område, 113 år efter senast föregående observation av arten.